# Carte Blanche

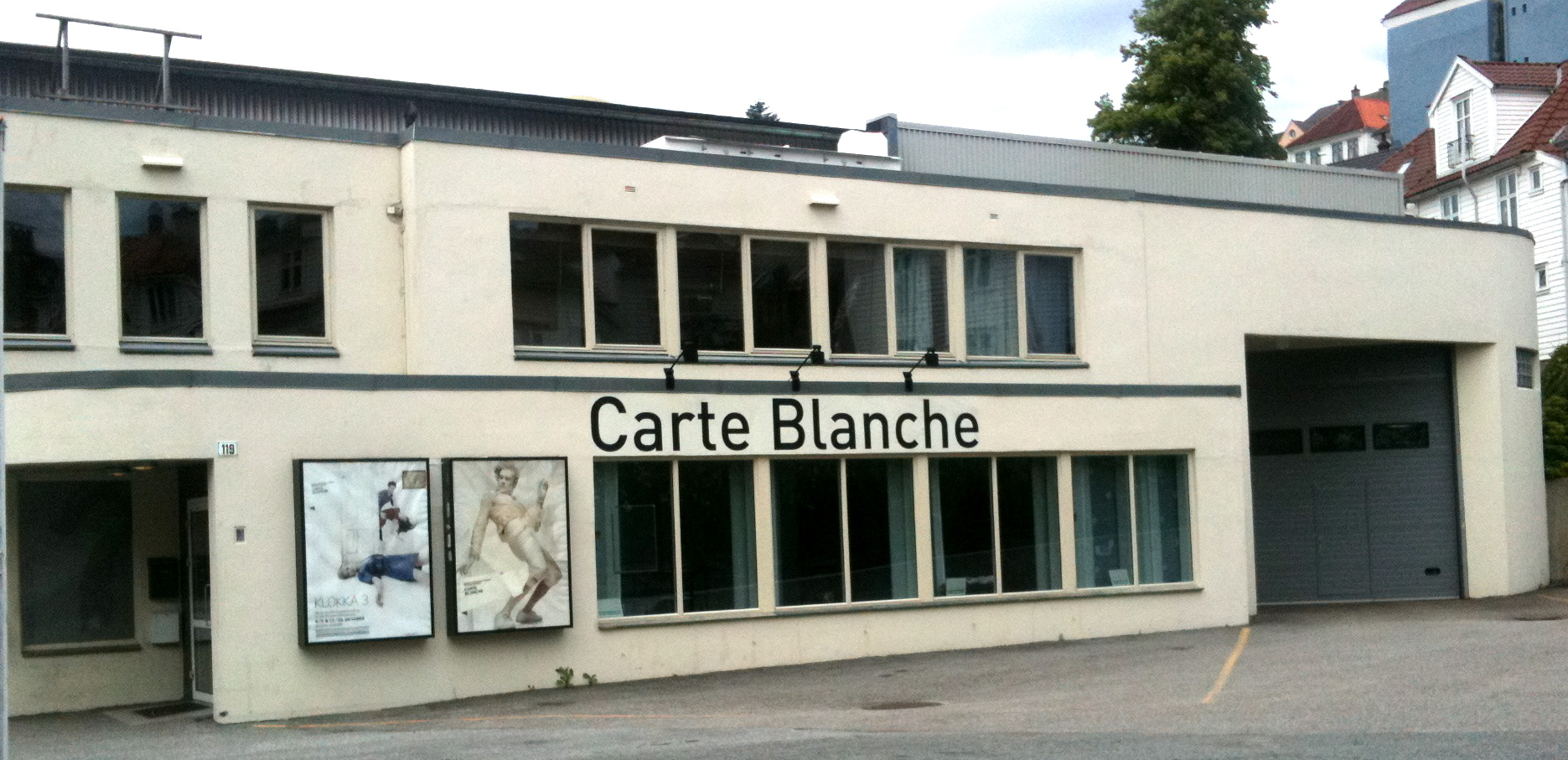
Carte Blanches byggnad i Bergen.

Carte Blanche – Norges nationalkompani för samtidsdans är ett danskompani för modern dans och Norges nationalscen för samtidsdans vid sidan av Nasjonalballetten för mer klassisk balett i Oslo. Kompaniet har sitt säte och dansscener nära hamnen på Nøstet i Bergen och är offentligt finansierat av norska staten till 70% och resten av Hordaland fylke och Bergens kommun.
Carte Blanche startade i Bærum vid Oslo 1984 mer som ett jazzdanskompani av norsk-engelska koreografen Jennifer Day och dansaren Toni Ferraz och fick snart erbjudandet att flytta verksamheten till Bergen för att där fungera som Bergens och Vestlandets regionala danskompani, vilket de gjorde 1989, bara för att året därpå gå i konkurs. Verksamheten återuppstod dock snart som Nya Carte Blanche i nya lokaler och med ny ledning och ändrade under 1990-talet stegvis sin inriktning mer mot experimentell samtidsdans och återgick år 2000 till det ursprungliga namnet. I början av 2000-talet flyttade man till de nuvarande lokalerna och blev utnämnt till nationalscen. Kompaniet består av sex kvinnliga och sex manliga dansare och övrig personal och producerar 3-4 nya produktioner per år, har omfattande skolverksamhet och turnéer i Norge och utomlands, samt viss samverkan med Den Nationale Scene i Bergen.
Chefer för verksamheten har, förutom grundarna, varit: Anne Borg (1990), Jessica Iwansson (1991), Fredrik Rütter (1992-93), Jens Graff (1994-96), Karen Foss (1997-2001), Arne Fagerholt (2001-08) och nuvarande belgaren Bruno Heynderickx (2008-). Viktigare inhemska koreografer genom åren har varit bland andra: Jennifer Day, Kjersti Alveberg, Ina Christel Johannessen, Kjersti Alveberg, Sølvi Edvardsen, Jo Strømgren, Ingun Bjørnsgaard, Ina Christel Johannessen och Eva Cecilie Richardsen. Bland utländska gästkoreografer kan nämnas: Molly Molloy och Amanda Miller (USA), Sharon Eyal och Ohad Naharin (Israel) samt svenska Jens Östberg och Örjan Andersson.